# Jacques Monsieur
Pour les articles homonymes, voir Monsieur (homonymie).
Jacques Monsieur, né en 1953, est un trafiquant d'armes belge. 

## Biographie
Il est l'un des plus grands trafiquants d'armes au monde, et est actuellement[Quand ?] incarcéré à la prison de Saint-Gilles.
En 2018, il a été condamné à quatre ans de prison par la Cour d'appel de Bruxelles et à une amende de 1,2 million d'euros. Il s'est ensuite enfui. Il avait 66 ans lorsqu'il a été arrêté au Portugal en août 2019 puis extradé en Belgique.